# Nullosetigera auctiseta
Nullosetigera auctiseta is een eenoogkreeftjessoort uit de familie van de Nullosetigeridae. De wetenschappelijke naam van de soort is voor het eerst geldig gepubliceerd in 1999 door Soh, Ohtsuka, Imabayashi & Suh.